# Makarios (Douloufakis)
Makarios (světským jménem: Dimitrios Douloufakis; * 1961, Heráklion) je řecký pravoslavný duchovní Krétské pravoslavné církve, arcibiskup a metropolita Gortynu a Arkádie.

## Život
Narodil se roku 1961 v předměstí Dafnes města Heráklion.
Středoškolské vzdělání získal ve svém rodném městě a poté studoval byzantskou hudbu. Následně studoval na teologické fakultě Bělehradské univerzity a na Aristotelově univerzitě v Soluni, kterou úspěšně dokončil roku 1985. Na Sorbonně získal titul magistra teologie.
Roku 1985 byl v monastýru Agarathos postřižen na monacha a stejného roku byl krétským arcibiskupem Timotheosem (Papoutsakisem) rukopoložen na hierodiakon a roku 1987 na jeromonacha.
Roku 1990 se stal protosynkelem krétské archiepiskopie.
Roku 1992 byl patriarchou konstantinopolským Bartolomějem I. povýšen na archimandritu ekumenického trůnu.
Roku 2000 byl synodem Krétské pravoslavné církve zvolen biskupem z Knóssu a vikarijním biskupem krétské archiepiskopie. Dne 8. října 2000 proběhla jeho biskupská chirotonie.
V letech 2001-2005 byl generálním sekretářem Synodu Krétské pravoslavné církve.
Dne 26. května 2005 byl Svatým synodem zvolen metropolitou Gortynu a Arkádie.
Od 1. března do 31. srpna 2020 byl členem Svatého synodu Konstantinopolského patriarchátu.